# Armando Segato
Armando Segato (Vicenza, Provincia de Vicenza, Italia, 3 de mayo de 1930 - Florencia, Provincia de Florencia, Italia, 19 de febrero de 1973) fue un futbolista y director técnico italiano. Se desempeñaba en la posición de centrocampista.

## Selección nacional
Fue internacional con la selección de fútbol de Italia en 20 ocasiones. Debutó el 13 de noviembre de 1953, en un encuentro amistoso ante la selección de Egipto que finalizó con marcador de 2-1 a favor de los italianos.

### Participaciones en Copas del Mundo
| Mundial                        | Sede  | Resultado    |
| ------------------------------ | ----- | ------------ |
| Copa Mundial de Fútbol de 1954 | Suiza | Primera fase |

## Clubes

### Como futbolista
| Club                | País   | Año         |
| ------------------- | ------ | ----------- |
| Cagliari Calcio     | Italia | 1948 - 1950 |
| A. C. Prato         | Italia | 1950 - 1952 |
| A. C. F. Fiorentina | Italia | 1952 - 1960 |
| Udinese Calcio      | Italia | 1960 - 1964 |

### Como entrenador
| Club           | País   | Año         |
| -------------- | ------ | ----------- |
| Udinese Calcio | Italia | 1963 - 1964 |
| Unione Venezia | Italia | 1965 - 1968 |
| Reggina Calcio | Italia | 1968 - 1969 |

## Palmarés

### Campeonatos nacionales
| Título  | Club                | País   | Año     |
| ------- | ------------------- | ------ | ------- |
| Serie A | A. C. F. Fiorentina | Italia | 1955-56 |